# Karel Bartuška
Karel Bartuška (1932 – 14. října 2008, Praha) byl pedagog fyziky a autor učebnic.

## Život
Karel Bartuška absolvoval v roce 1955 Matematicko-fyzikální fakultu a posléze nastoupil jako učitel na střední školu, ze které se později stalo Gymnázium Nad Štolou v Praze 7, kde zůstal učit celý svůj profesní život. Na této škole byl 40 let předsedou předmětové komise pro fyziku a správcem fyzikálních sbírek.
Je autorem řady odborných knih, publikoval odborné články v časopisech, byl členem redakční rady časopisu Matematika a fyzika ve škole a časopisu Věda, technika a my, pracoval na MŠMT jako člen poradního sboru pro gymnázia a člen dvou odborných komisí, byl předsedou komise pro vytvoření osnov fyziky. Dále byl členem Ústředního výboru Jednoty českých matematiků a fyziků, kde 6 let vykonával funkci místopředsedy.
Profesor Bartuška odešel v roce 1996 do důchodu, přičemž na škole dále působil. Zemřel v roce 2008.

## Dílo
Je autorem nebo spoluautorem řady odborných knih včetně učebnic fyziky. Jeho učebnice tvoří základ současné středoškolské fyzikální literatury. Jeho bibliografie v katalogu Národní knihovny zabírá několik stránek.

### Ocenění
- Cena ministra školství, mládeže a tělovýchovy ČR v roce1997
- Čestný člen Jednoty českých matematiků a fyziků [1]